# Fahrverbot (Deutschland)
Ein Fahrverbot ist ein Verbot durch ein Gericht oder eine Verwaltungsbehörde, im Straßenverkehr Kraftfahrzeuge jeder Art oder einer bestimmten Art auf öffentlichen Straßen, Wegen und Plätzen zu führen.

## Strafrechtliche und ordnungswidrigkeitenrechtliche Fahrverbote

### Bußgeldverfahren (Ordnungswidrigkeitenrecht)
Ein Fahrverbot mit einer Dauer von 1 Monat bis zu 3 Monaten kann nach § 25 StVG wegen einer Verkehrsordnungswidrigkeit durch die Verwaltungsbehörde im Bußgeldverfahren oder durch das Amtsgericht in der Bußgeldentscheidung als Nebenfolge neben einer Geldbuße verhängt werden. Auch hier kann das Fahrverbot mit der Rechtskraft der Bußgeldentscheidung wirksam werden und führt bei Zuwiderhandlung zur Strafbarkeit wegen Fahrens ohne Fahrerlaubnis. In bestimmten Fällen (vgl. dazu § 25 Abs. 2a StVG) kann allerdings angeordnet werden, dass das Fahrverbot erst wirksam wird, wenn der Führerschein in amtliche Verwahrung gelangt, spätestens aber 4 Monate nach Rechtskraft. In diesem Fall kann der Betroffene durch Abgabe des Führerscheins den Zeitpunkt, in dem das Fahrverbot wirksam wird, selbst bestimmen.

### Strafrechtliches Fahrverbot
Das strafrechtliche Fahrverbot nach § 44 StGB ist eine Nebenstrafe, die neben einer Geld- oder Freiheitsstrafe verhängt werden kann. Das Fahrverbot kann mit einer Dauer von einem Monat bis zu sechs Monaten verhängt werden. Es wird nach Rechtskraft des Urteils wirksam, wenn der Führerschein in amtliche Verwahrung gelangt, spätestens mit Ablauf von einem Monat nach Eintritt der Rechtskraft. Ab diesem Zeitpunkt ist das Führen eines Kraftfahrzeugs als Fahren ohne Fahrerlaubnis nach § 21 Straßenverkehrsgesetz strafbar, obwohl die eigentliche Fahrerlaubnis nicht entzogen ist. Der Vergehenstatbestand kann ab Rechtskraft des Entscheides verwirklicht werden (zwei Wochen nach Zustellung des Bescheides, sofern kein Einspruch erfolgt ist), auch dann, wenn der Führerschein noch nicht in amtliche Verwahrung gegeben wurde und sich daher noch im Besitz des Inhabers befindet. Das Ende des Fahrverbots wird abhängig von dem Tag berechnet, an dem der Führerschein in amtliche Verwahrung gegeben wird. Erfolgt die Abgabe verspätet, verlängert sich also die Dauer des Verbotes. Ein Fahrverbot wird im Monatsrhythmus verhängt, also z. B. vom 3. Februar bis 2. März eines Jahres.

### Häufigkeit
2017 wurden bei 55,9 Millionen Fahrerlaubnissen 455.558 Fahrverbote verhängt. Das entspricht einer Quote von 0,81 % oder einer mittleren Zeit bis zum Fahrverbot von 123 Jahren. Männer waren mit 82 % hauptsächlich betroffen von den Fahrverboten, obwohl sie nur 58 % der Fahrerlaubnisinhaber stellen (nicht berücksichtigt ist hierbei die jeweilige Fahrleistung der Frauen und Männer). 2007 wurden noch 503.300 Fahrverbote erteilt, diese Zahl sank bis 2015 auf 376.500, um danach wieder anzusteigen.

### Abgrenzung
Das Fahrverbot als Nebenstrafe  unterscheidet sich von der Entziehung der Fahrerlaubnis (umgangssprachlich: Führerscheinentzug). Das Fahrverbot knüpft dogmatisch an der Schuld des Tatverhaltens des Fahrers an, wohingegen die Entziehung der Fahrerlaubnis als richterliche Maßnahme der sog. Maßregel der Besserung und Sicherung bereits an der Rechtswidrigkeit der Tat festgemacht wird. Letztere wird ausgesprochen, wenn jemand zum Führen von Kraftfahrzeugen ungeeignet erscheint. Unterschieden werden in Deutschland folgende Formen:
- Die Entziehung der Fahrerlaubnis kann von der Verwaltungsbehörde nach § 3 und § 4 StVG ausgesprochen werden.
- Ferner gibt es die Entziehung der Fahrerlaubnis im Rahmen eines Strafverfahrens als Maßregel der Besserung und Sicherung nach § 69 StGB.

Werden gegen einen Fahrer mehrere Fahrverbote verhängt, so werden diese konsekutiv abgeleistet; ein paralleler Vollzug ist seit 24. August 2017 nicht mehr möglich. Beim Zusammentreffen eines Fahrverbots mit einer Entziehung der Fahrerlaubnis: in diesem Fall wird das Fahrverbot trotz der bereits erfolgten Entziehung der Fahrerlaubnis im selben Zeitraum vollstreckt. Eine von einigen Bußgeldbehörden angeordnete Anschlussvollstreckung auch in diesem Fall verstößt gegen das Analogieverbot.
Regelfahrverbote sieht die Bußgeldkatalog-Verordnung (§ 4) vor z. B. bei Überschreiten der zulässigen Höchstgeschwindigkeit innerorts um mehr als 20 km/h und außerorts um mehr als 25 km/h, bei Unterschreiten eines Sicherheitsabstandes von 3/10 des halben Tachowerts bei Geschwindigkeiten von über 100 km/h, bei Überholen im Überholverbot bei unklarer Verkehrslage und Gefährdung, bei Rotlichtverstößen mit Gefährdung oder bei mehr als 1 Sekunde Rotlicht, bei Kfz-Fahren mit 0,5 ‰ oder mehr Blutalkoholgehalt, bzw. 0,25 mg/l Atemalkoholgehalt, bei Führen eines Kfz unter Einfluss berauschender Mittel (z. B. Drogen) (Stand: Mai 2020).

### Vollstreckung des Fahrverbots
Ein Fahrverbot aus einem Bußgeldbescheid ist erst dann vollstreckbar, wenn der Bußgeldbescheid rechtskräftig geworden ist. Nach Rechtskraft des Bußgeldbescheides ist die Behörde zuständig, die den Bußgeldbescheid mit gleichzeitigem Fahrverbot erlassen hat. Das bedeutet, dass dann die Fahrerlaubnis an die Behörde zu übersenden ist, die als Verwaltungsbehörde den rechtskräftigen Bußgeldbescheid erlassen hatte. Erfolgt eine gerichtliche Entscheidung über den Bußgeldtatbestand, so erfolgt die Vollstreckung des Fahrverbots durch die jeweilige Staatsanwaltschaft. Bei Jugendlichen oder Heranwachsenden ist die Vollstreckungsbehörde der Jugendrichter.
Die Vollstreckung des Fahrverbots beginnt nach Rechtskraft des Urteils mit der Abgabe des Führerscheins in amtliche Verwahrung, spätestens jedoch mit Ablauf von einem Monat seit Eintritt der Rechtskraft (§ 44 Abs. 2 StGB). Wird der Führerschein nicht freiwillig in amtliche Verwahrung gegeben und reagiert der Betroffene auch nicht auf die Aufforderung der Behörde, den Führerschein zu übersenden, erfolgt regelmäßig ein Vollstreckungsversuch im Rahmen einer Beschlagnahme. Hat man den Führerschein verloren, ist bei der Vollstreckungsbehörde eine eidesstattliche Versicherung darüber abzugeben, dass man nicht mehr im Besitz des Führerscheins ist (§ 5 Satz 1 StVG). Mehrere gleichzeitig verhängte Fahrverbote sind nacheinander zu vollstrecken (§ 44 Abs. 4 StGB). Wurde eine Fahrerlaubnis vorläufig entzogen, wird diese Zeit auf die verbleibende Zeit des Fahrverbots angerechnet (§ 51 Abs. 5 StGB).

### Absehen vom Regelfahrverbot
Von einem im Bußgeldverfahren verhängten Fahrverbot kann im Einzelfall abgesehen werden. Sowohl die Tatsituation selbst, als auch die Person des Fahrers können Abweichungen vom Regelfall begründen. Wird von der Anordnung eines Fahrverbots ausnahmsweise abgesehen, so soll das für den betreffenden Tatbestand als Regelsatz vorgesehene Bußgeld angemessen erhöht werden (§ 4 Abs. 4 BKatV).
Droht durch das Fahrverbot zum Beispiel der Verlust des Arbeitsplatzes oder bei Selbständigen der Verlust der Existenzgrundlage, wird von deutschen Bußgeldgerichten üblicherweise gegen eine Verdoppelung des Bußgeldes von der Verhängung eines Fahrverbotes abgesehen ("Umwandlung"). Eine zweite Umwandlung innerhalb eines Jahres wird nur in Ausnahmefällen und gegen eine Verdreifachung des Bußgeldes vorgenommen. Die Rechtsprechung zu Umwandlungen von Fahrverboten ist jedoch nicht einheitlich.
Bei einem Wiederholungstäter können gemäß § 25 Abs. 2a StVG je nach Eintritt der Rechtskraft mehrere verhängte Fahrverbote gleichzeitig oder überschneidend wirksam werden. Dies gilt auch für Kombinationen von Fahrverboten nach § 25 Abs. 1 StVG und § 44 StGB.

### Ausweitung Fahrverbot auf alle Straftaten
Bis August 2017 konnte ein Fahrverbot wegen einer Straftat nur verhängt werden, wenn der Täter die Tat bei oder im Zusammenhang mit dem Führen eines Kraftfahrzeugs oder unter Verletzung der Pflichten eines Kraftfahrzeugführers auf öffentlichen Straßen, Wegen und Plätzen begangen hatte.
Von 1992 bis 2017 wurde über eine Ausweitung des Anwendungsbereichs des Fahrverbots auf alle Straftaten diskutiert. Hauptkritikpunkt ist die Aufhebung der Deliktsbezogenheit und damit einhergehend antizipierten Schlechterstellung jener ohne Fahrerlaubnis. Während bei Inhabern einer Fahrerlaubnis zusätzlich ein Fahrverbot auferlegt werden kann, bestünde die Gefahr, dass bei jenen ohne eine solche, dieses fehlende Sanktionsinstrument in einer höheren Hauptstrafe aufgerechnet werden würde. Befürworter verneinen diesen Effekt, da es sich bei dem Fahrverbot lediglich um eine Nebenstrafe handele. Die Hauptstrafrahmen werden weiterhin unverändert durch die einzelnen Strafnormen bestimmt. Um deren Spürbarkeit im alltäglichen Leben zu erhöhen, sei es vonnöten, dass sie neben finanziellen Einschnitten (Geldstrafen) oder auf Bewährung ausgesetzten Freiheitsstrafen, auch tatsächliche Konsequenzen in der Lebensführung nach sich zögen.
Seit dem 24. August 2017 kann das Fahrverbot bei jeder Verurteilung wegen der Begehung einer Straftat zur Anwendung kommen. Zudem wurde die höchstmögliche Dauer von drei auf sechs Monate heraufgesetzt (Änderung des § 44 Abs. 1 StGB). Im Jugendstrafrecht bleibt es bei der Höchstdauer von drei Monaten (Änderung des § 8 JGG).

## Generelle Fahrverbote
Des Weiteren gibt es seit den 1970er Jahren generelle Fahrverbote, deren Ziel Energieeinsparung, Schutz von Anwohnern oder der Umwelt sind. Dazu gehören das Sonntagsfahrverbot für LKW über 7,5 Tonnen in Deutschland (mit Ausnahmen).
Ein generelles Nachtfahrverbot für Motorfahrzeuge kann auf deutschen Fernstraßen auf Grundlage der Straßenverkehrsordnung (StVO) und des Bundesfernstraßengesetzes (FStrG) nur unter sehr eng begrenzten Ausnahmefällen angeordnet werden.
Weitere generelle Fahrverbote können bei Überschreitung von Gesundheitsgrenzwerten erlassen werden (Ozon, Feinstaub, Smog) sowie aus Sicherheitsgründen, beispielsweise im Winter wegen Eis- und Schneeglätte und ganzjährig wegen Sturm- bzw. Orkanböen. Solche Fahrverbote können auch von den Bundesländern angeordnet werden.

## Beschränkte Fahrverbote

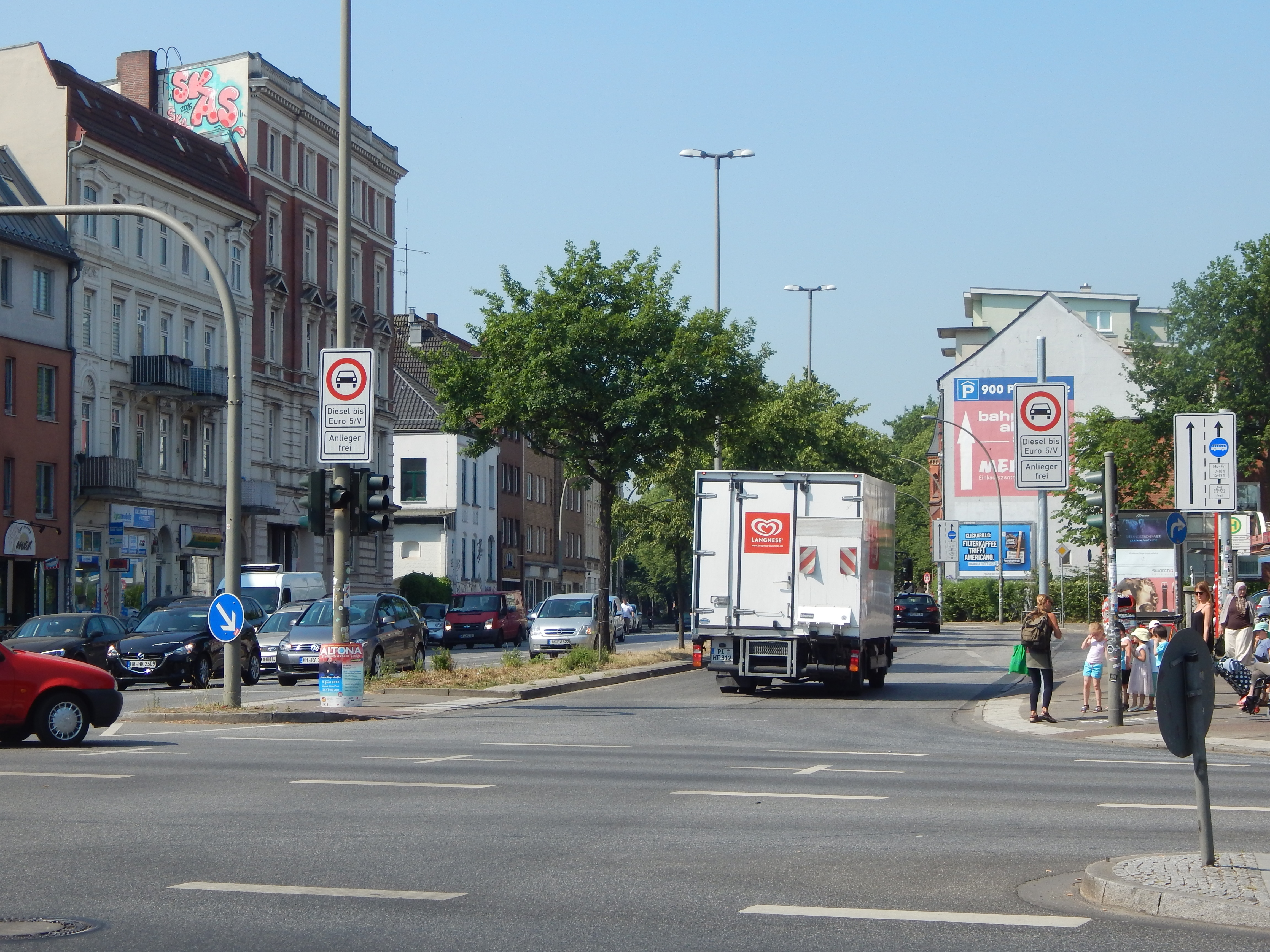
Mai 2018: Durchfahrtsverbot in Hamburg

Um Luftreinhaltungsvorschriften (Luftreinhaltepläne) durchzusetzen, dürfen nach zwei Urteilen des Bundesverwaltungsgerichts vom 27. Februar 2018 auch ohne bundeseinheitliche Regelung beschränkte Verkehrsverbote verhängt werden, beispielsweise in Umweltzonen für bestimmte Dieselkraftfahrzeuge mit hohen Stickstoffdioxid-Emissionen (siehe Abgasnormen bzw. Dieselfahrverbot). Betroffen sind davon laut Urteil für Stuttgart Diesel-Kfz der Schadstoffklasse Euro 5 und schlechter sowie Benzin-Kfz unterhalb der Schadstoffklasse Euro 3. Bei Fahrverboten muss die Verhältnismäßigkeit gewahrt sein, beispielsweise für Anwohnergruppen. Das Gericht verwies in seiner Pressemitteilung abschließend auch auf die StVO, die eine Beschilderung sowohl zonaler als auch streckenbezogener Verkehrsverbote für Diesel-Kraftfahrzeuge ermöglicht. Der Vollzug obliegt den Kommunen, was nach Bundesrecht aber derzeit unzulässig ist. Jedoch hat Unionsrecht Vorrang vor Nationalrecht, wenn Letzteres der Wirksamkeit des Rechts der Europäischen Union (siehe Richtlinie 2008/50/EG über Luftqualität und saubere Luft für Europa) entgegensteht.